# ميخائيل والش (مهندس)
ميخائيل والش (بالإنجليزية: Michael Walsh)‏ هو مهندس أمريكي، ولد في 17 أغسطس 1943.

## وصلات خارجية
- الموقع الرسمي